# CD-35 16019
CD-35 16019 — кратная звезда в созвездии Скульптора на расстоянии приблизительно 160 световых лет от нас. Вокруг одного из компонентов звезды обращается, как минимум, одна планета.

## Характеристики
Компонент А (WASP-8) относится к тому же типу звёзд, что и наше Солнце. Это довольно старый (возрастом 3—5 млрд лет) жёлтый карлик, имеющий массу, почти равную массе нашего дневного светила (99 %). Температура поверхности звезды составляет около 5600 кельвинов.

## Планетная система
В 2008 году группой астрономов, работающих в рамках программы SuperWASP, было анонсировано открытие планеты WASP-8 b в системе. Она представляет собой массивный (в 2,24 массивнее Юпитера) газовый гигант, обращающийся на расстоянии 0,08 а.е. от родительской звезды. Температура планеты исследователями оценивается в 1300 кельвинов. Открытие было совершено транзитным методом.